# Hans Graeven
Johannes August Theodor Wilhelm Graeven, genannt Hans Graeven (geboren 15. August 1866 in Hannover; gestorben 4. November 1905 in Trier) war ein deutscher Klassischer Archäologe und Philologe.

## Leben
Hans Graeven, Sohn eines Hutmachermeisters, besuchte das Realgymnasium I, später das Lyzeum I seiner Heimatstadt. Noch als Schüler verlor er beide Eltern. Trotz dieses Schicksalsschlages und seiner schwachen Gesundheit – Graven litt an einer chronischen Lungenkrankheit – studierte er ab 1884 Klassische Philologie, Archäologie und Geschichte an der Universität Göttingen, wo ihn besonders die Altertumswissenschaftler Karl Dilthey und Ulrich von Wilamowitz-Moellendorff beeinflussten. Je ein Semester verbrachte Graeven an den Universitäten zu Tübingen und Berlin. Schon während des Studiums veröffentlichte Graeven eine archäologische Studie über die pompeianischen Wandgemälde; er war jedoch wegen seiner Krankheit zu mehreren Unterbrechungen seines Studiums gezwungen. Während eines Erholungsaufenthalts bei seinen Verwandten in Paris verglich er auf Wilamowitz’ Empfehlung die Handschrift des Anonymus Seguerianus, eines rhetorischen Traktats aus dem 3. Jahrhundert n. Chr. und bereitete eine kritische Edition des Textes vor. Ein Auszug aus den Vorarbeiten wurde seine Dissertation, mit der er im August 1890 zum Dr. phil. promoviert wurde. Die Edition erschien bereits im folgenden Jahr. Im März 1891 legte Graeven das Oberlehrerexamen ab, aber wegen seiner schwachen Gesundheit konnte er an eine Lehrerlaufbahn nicht denken.
Zum 1. Dezember 1891 reiste er zur Erholung nach Rom, wo er mehrere Jahre mit intensiver Forschungsarbeit verbrachte. Sein Forschungsschwerpunkt wurden die Elfenbeindiptychen, auf die ihn Dilthey hingewiesen hatte. Der Göttinger Professor Wilhelm Meyer überließ Graeven seine umfangreichen Materialien zu diesem Thema. Allerdings kam Graeven vorerst nicht zu Veröffentlichungen, da sein Vermögen für einen Privatgelehrten nicht ausreichte. Für seinen Unterhalt übernahm er im Auftrag anderer Philologen Kollationen in römischen und anderen italienischen Bibliotheken. Er sammelte dabei auch Material für Studien zu den antiken Rhetoren und Scholien zu Lukian. Dieses Material übergab er später seinem Schwager Hugo Rabe, dessen Edition der Lukianscholien 1906 erschien.
Ab 1895 arbeitete Graeven an einer Studie über die spätrömischen Diptychen, für die die Beneke-Stiftung der Göttinger Gesellschaft der Wissenschaften einen Preis ausgelobt hatte. Nach zweieinhalb Jahren schloss Graeven die Arbeit ab und erhielt den Preis, mit dem er Forschungsreisen und vor allem eine fotografische Ausrüstung finanzierte. Seine fotografischen Aufnahmen sammelte er für mehrere Tafelbände, die ab 1898 erschienen.
Graevens Gesundheit hatte sich im Mittelmeerklima soweit gefestigt, dass er 1900 nach Deutschland zurückkehrte. Zum 1. Juli 1900 nahm er eine Stelle als Direktorialassistent am Kestner-Museum in Hannover an. Er trat dort durch öffentliche Vorträge und Zeitschriftenbeiträge hervor und nahm an den verschiedensten Forschungsprojekten teil: Er beschäftigte sich etwa mit dem Hildesheimer Silberfund und untersuchte die zeitgenössischen Porträts von Gottfried Wilhelm Leibniz nach dessen Schädel, der kurz zuvor exhumiert worden war.
Graeven war korrespondierendes Mitglied des Deutschen und des Österreichischen Archäologischen Instituts (seit 1902).
Zum 1. März 1903 wechselte Graeven als Direktor an das Provinzialmuseum Trier. Er wirkte dort nur eineinhalb Jahre, unternahm aber in dieser kurzen Zeit viele Ausgrabungen und zog Freunde und Förderer für das Museum heran. Im Frühjahr 1905 brach bei Graeven ein Leberleiden aus. Eine Operation am 1. Juli 1905 konnte nichts ausrichten, so dass er am 4. November 1905 im Alter von 39 Jahren starb.
Sein Grab mit einer neoklassizistischen Stele von Ferdinand Seeboeck findet sich auf dem Stadtfriedhof Engesohde (Abt. 1, Nr. 11a).
Graevens wissenschaftlicher Nachlass befindet sich im Rheinischen Landesmuseum Trier und im Archiv der Zentrale des Deutschen Archäologischen Instituts in Berlin.

## Schriften (Auswahl)
- Prolegomenorum in Cornuti artis rhetoricae epitomen pars prior. Göttingen 1891 (Dissertation)
- Cornuti artis rhetoricae epitome. Berlin 1891 (erweiterte Dissertation) Volltext
- Frühchristliche und mittelalterliche Elfenbeinwerke in photographischer Nachbildung. Serie 1: Aus Sammlungen in England. Rom 1898
- Frühchristliche und mittelalterliche Elfenbeinwerke in photographischer Nachbildung. Serie 2: Aus Sammlungen in Italien : Nr. 1–80. Rom 1900
- Geschichte der stadthannoverschen Goldschmiede. In: Hannoversche Geschichtsblätter, Band 4 (1901), S. 193–228.
- Antike Schnitzereien aus Elfenbein und Knochen in photographischer Nachbildung. Hannover 1903
- Leibnizens Bildnisse. Vervollständigt und herausgegeben von Carl Schuchhardt. Berlin 1915